# Disciphania unilateralis
Disciphania unilateralis är en tvåhjärtbladig växtart som beskrevs av R.C. Barneby. Disciphania unilateralis ingår i släktet Disciphania och familjen Menispermaceae. Inga underarter finns listade i Catalogue of Life.